# Kermeseiche

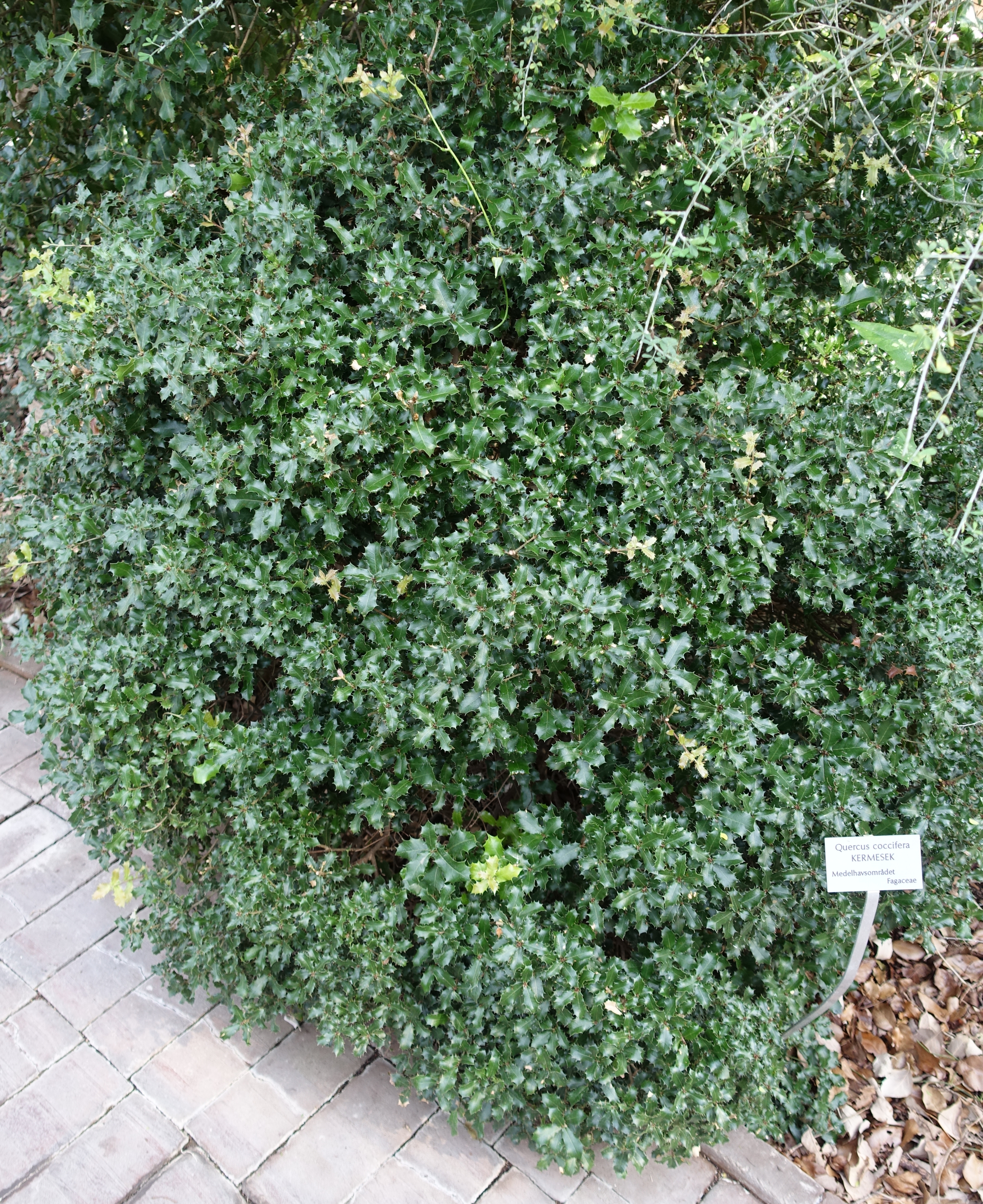
Kermes-Eiche als Strauch

Die Kermes-Eiche oder Stech-Eiche (Quercus coccifera L., Syn.: Quercus pseudococcifera Desf., Quercus calliprinos Webb) ist eine im Mittelmeergebiet verbreitete immergrüne Eiche (Quercus), die ihren natürlichen Standort in sonnigen, trockenen Lagen hat.

## Beschreibung
Die Kermes-Eiche ist ein kleiner, immergrüner Strauch und erreicht in der Regel Wuchshöhen bis etwa 2–4 Metern oder ein Baum. Besonders im östlichen Mittelmeergebiet wächst sie auch baumförmig und kann dann Wuchshöhen von bis über 15 Metern erreichen, mit einem Stammdurchmesser bis über 1 Meter. Auch wird die Art über 300 Jahre alt. Diese Form wird manchmal auch als eigene Art abgetrennt (Quercus calliprinos Webb.). Die Borke ist hellgrau und glatt. 
Die kurz gestielten und wechselständigen Laubblätter sind steif ledrig, spitz und stachelspitzig. Sie sind 1 bis 5,5 cm lang, meist stachelspitzig, teils geschweift, gezähnt, unterseits heller und schwach, vor allem nahe der Mittelader, behaart, oberseits dunkelgrün glänzend. Der Blattrand ist teils knorpelrandig. Die Blattform ist eiförmig bis länglich oder verkehrt-eiförmig. Der Blattgrund ist herzförmig oder abgerundet bis spitz. Die Blattadern treten an der Blattoberseite leicht hervor, nicht an der Unterseite. Die Spreite ist manchmal etwas wellig.
Die kleinen Blüten sind eingeschlechtig. Die männlichen Blüten sind in hängenden Blütenständen zusammengefasst. Die Fruchtbecher der bis 4 cm großen, zweijährigen Früchte sind mit abstehenden, kurzen, stacheligen Schuppen besetzt.
Die Chromosomenzahl beträgt 2n = 24.

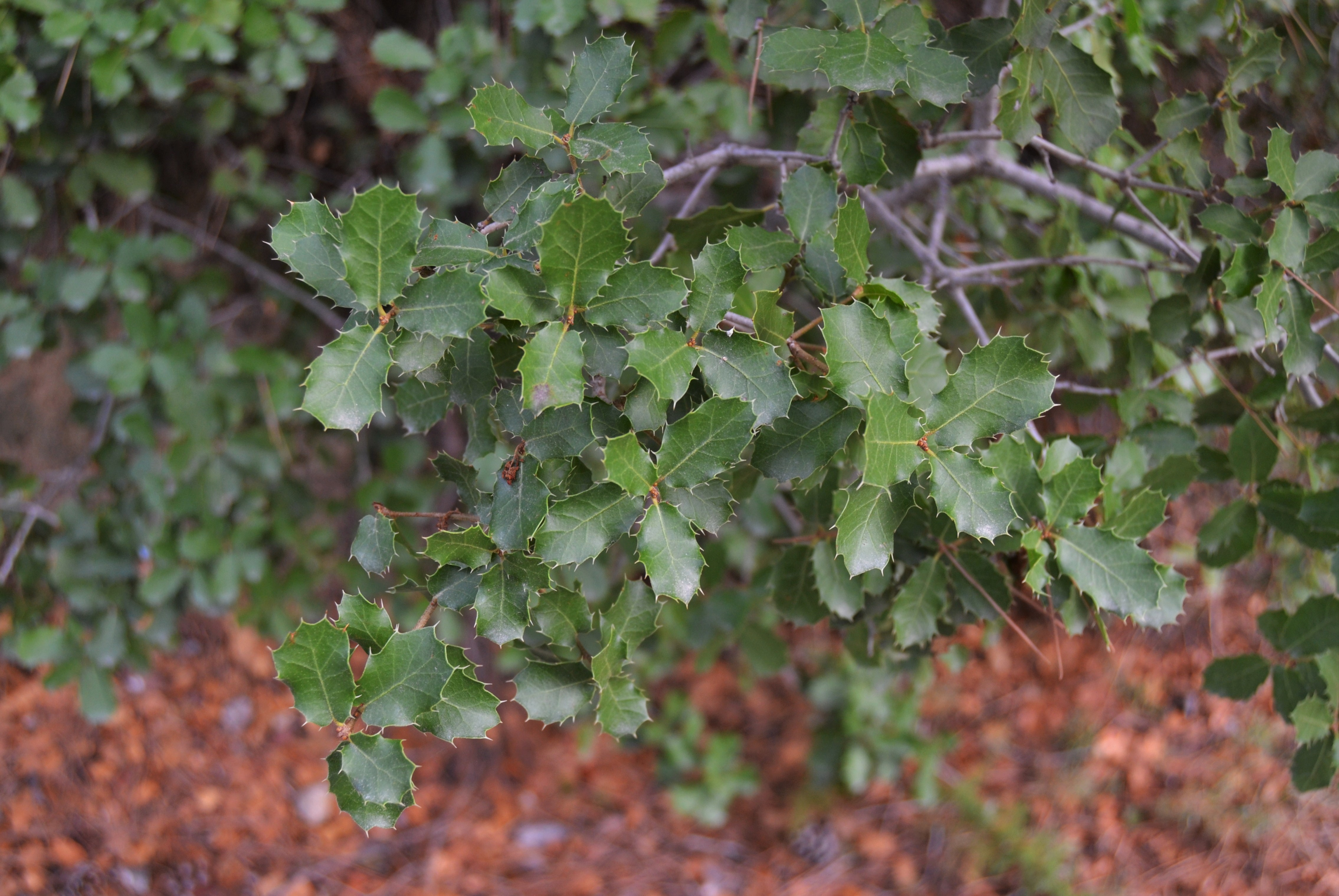
Blätter
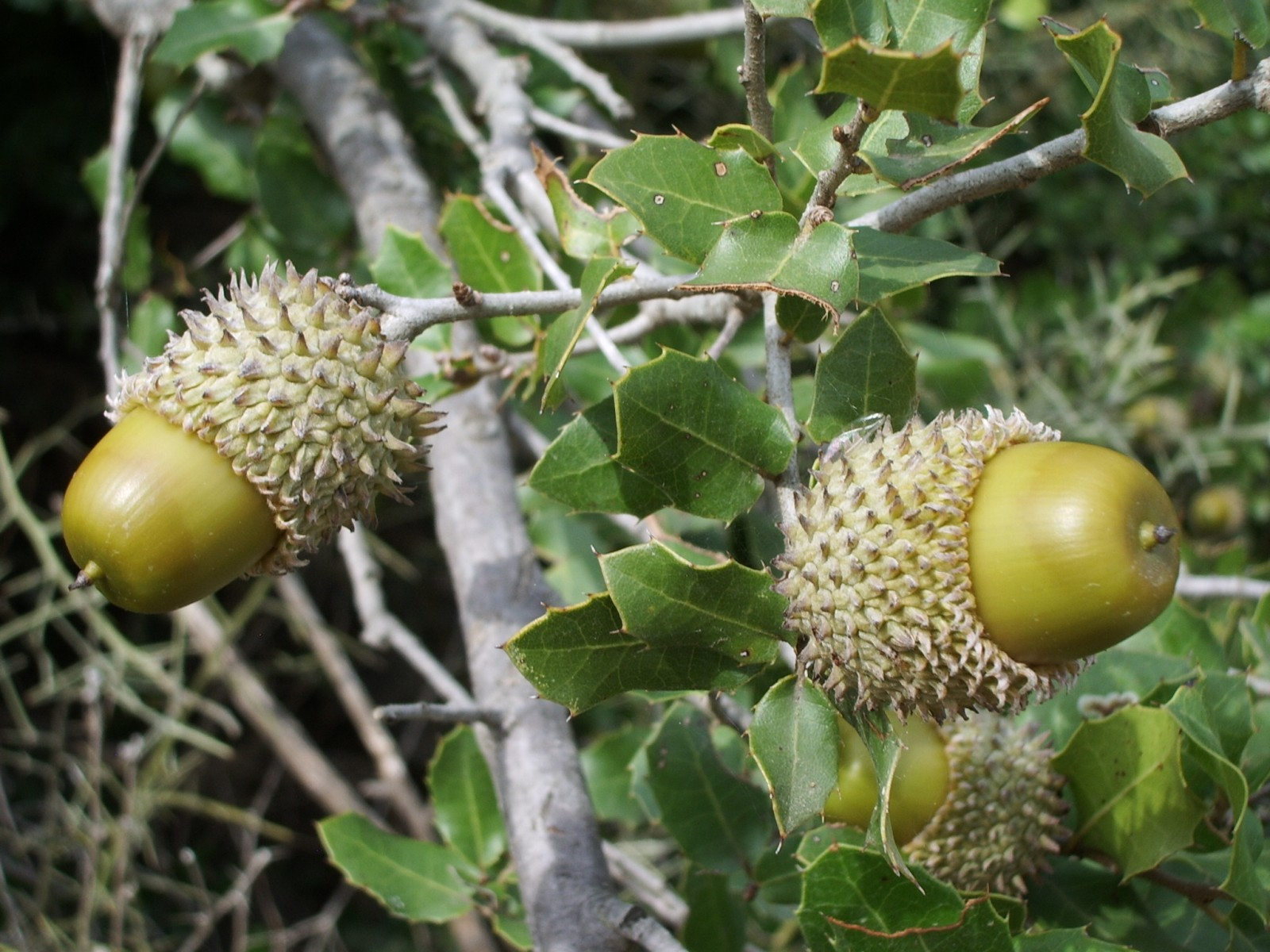
Eicheln
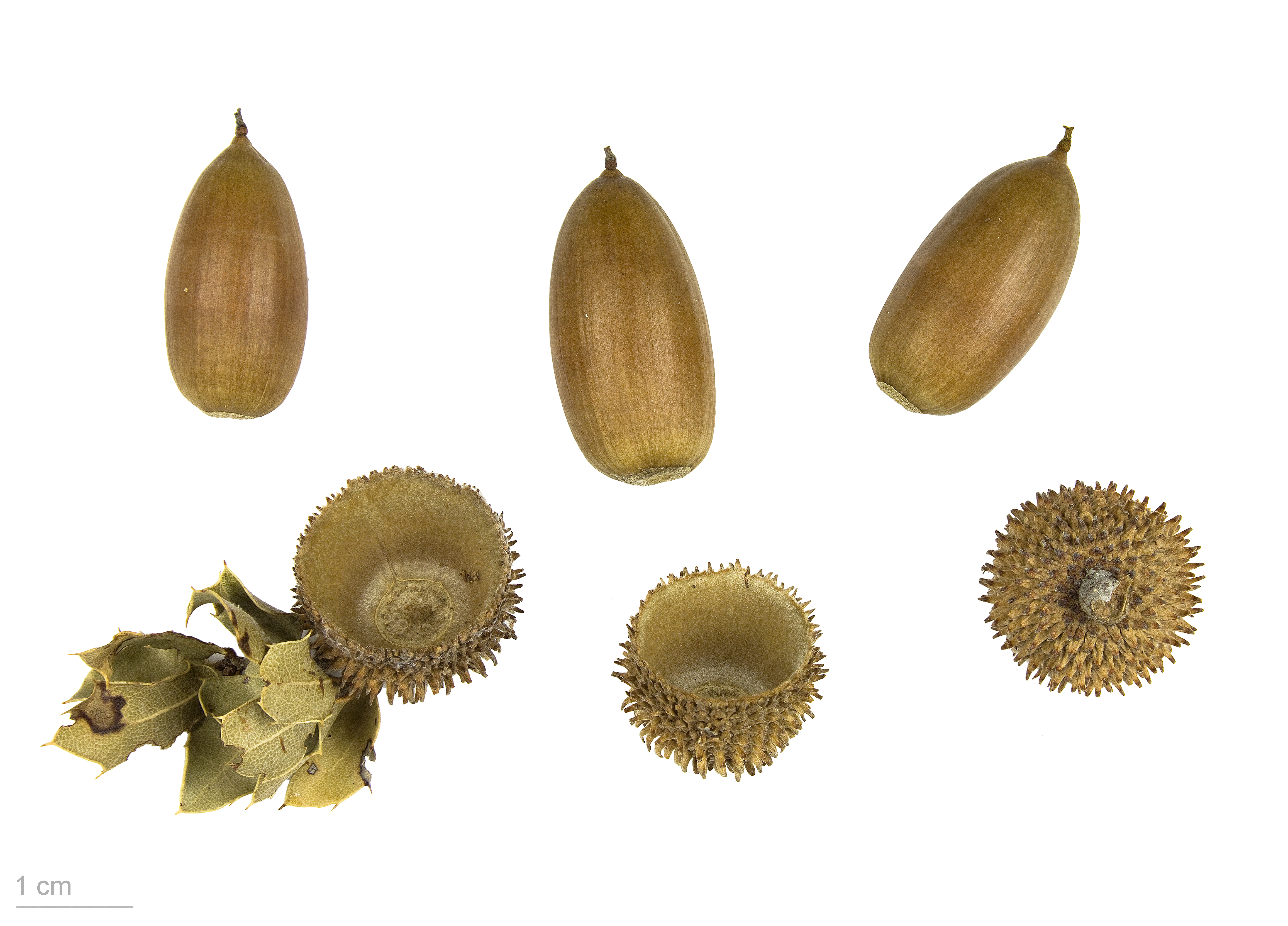
Eicheln und Fruchtbecher
Verbreitung der Kermeseiche im Mittelmeerraum

## Vorkommen
Die Kermes-Eiche kommt im gesamten Mittelmeergebiet und auf dem Balkan vor, fehlt aber in Mittel- und Norditalien sowie auf Korsika und in Ägypten.
Sie wächst in Garigues und Macchien sowie im Unterwuchs lichter Wälder und bevorzugt Kalkböden. Sie ist mit der Schwarzkiefer und dem Stinkenden Wacholder vergesellschaftet.

## Nutzung
Die Kermes-Eiche ist ein Gerbstofflieferant. Sie ist auch die Wirtspflanze der Kermes-Schildlaus (Kermes vermilio (Planchon)), aus der früher der rote Farbstoff Kermes gewonnen wurde.
Die Eicheln werden genutzt. Beispielsweise kann man daraus einen Kaffeeersatz rösten. Die Gallen werden medizinisch genutzt.